# Antoine Paillard
Antoine Paillard  (né le 23 août 1897 à Sainte-Gemmes-d'Andigné (Maine-et-Loire) et mort le 15 juin 1931 à Paris) est un aviateur français. Il combattit durant la Première Guerre mondiale et fut pilote de ligne, pilote d'essai et de records dans l’entre-deux-guerres. Du 23 au 25 février 1931 à Oran, il tente, associé à Louis Mailloux de battre le record du monde en circuit fermé, aux commandes de l'avion Bernard 80 GR "Oiseau Tango" immatriculé F-AKEX. Mais après 50 heures 02 minutes, faute de carburant, l'équipage doit se poser après avoir parcouru 8 168 km, s'approchant à seulement 20 kilomètres du record détenu par un équipage italien. Enfin, les 30 et 31 mars 1931, toujours sur le même appareil, mais associé à Jean Mermoz, ils parviennent à établir un nouveau record du monde en accomplissant la distance de 8960 kilomètres en 59 heures et 13 minutes. Pourtant, lors du vol, une fuite d'eau failli compromettre leur exploit, obligeant Paillard à sortir en partie sur le capot avant de l'avion, alors que Mermoz qui le tenait par les pieds ne pilotait qu'avec les genoux. Et malgré des brûlures aux doigts provoquées par les échappements, il réussit à alimenter le radiateur de tout le liquide dont disposait l'équipage, soit un total de 12 litres allant de l'eau de Vittel au champagne, en passant par du café et de l'urine. Malheureusement une crise d'appendicite aigüe allait emporter Antoine Paillard à peine 2 mois plus tard, son nom donné en hommage au nouvel avion Bernard 81 GR.